# 工東正彦
工東 正彦（くどう まさひこ、1953年3月11日 - ）は、日本の実業家。ハウス食品株式会社代表取締役社長。

## 人物・経歴
東京都出身。1975年武蔵大学経済学部卒業、ハウス食品工業入社。秘書室長を経て、2007年執行役員レトルト・低温食品部長に昇格。2008年執行役員香辛食品部長。2010年常務執行役員香辛食品部長。2012年取締役常務執行役員マーケティング本部長。2013年からハウス食品グループ本社の子会社として新たに設立されたハウス食品の代表取締役社長を務め、ミスタードーナツとのカレードーナツの共同開発事業などにあたった。